# Parc national de Towada-Hachimantai
Le parc national de Towada-Hachimantai (十和田八幡平国立公園, Towada Hachimantai Kokuritsu Kōen) est un parc national japonais situé sur l'île d'Honshū. Créé le 1er février 1936, le parc couvre une superficie de 854,09 km2. Le mont Akita-Komagatake, plus haut sommet de la préfecture d'Akita est le deuxième plus élevé du parc.
L'Oirase-gawa traverse le parc.

## Municipalités intéressées
- Préfecture d'Aomori : Aomori, Hirakawa, Kuroishi, Towada
- Préfecture d'Iwate : Hachimantai, Shizukuishi, Takizawa.
- Préfecture d'Akita : Kazuno, Kosaka, Semboku.